# Alexander Nikolajewitsch Jefimow

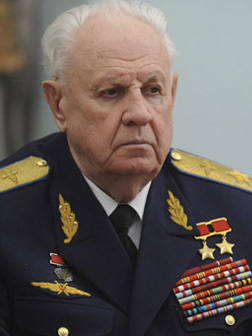
Alexander Nikolajewitsch Jefimow

Alexander Nikolajewitsch Jefimow (russisch Александр Николаевич Ефимов; * 6. Februar 1923 in Kantemirowka; † 31. August 2012 in Moskau) war ein sowjetisch-russischer Pilot.

## Leben
Der Eisenbahnersohn Jefimow wuchs in Millerowo auf und schloss 1940 den Schulbesuch ab. Seit 1938 lernte er in der Millerowoer Schule der Segelflieger der Gesellschaft zur Förderung der Verteidigung, des Flugwesens und der Chemie. Dann war er Mitglied des Woroschilowgrader Lewanewski-Aeroclubs.
Im Mai 1941 trat Jefimow in die Rote Armee ein und studierte an der Woroschilowgrader Proletarischen Donbass-Luftfahrtpilotenschule, die nach Beginn des Deutsch-Sowjetischen Kriegs nach Uralsk evakuiert wurde. Nach dem Abschluss im August 1942 war er Pilot im 594. Schlachtfliegerregiment bei Rschew. 1943 wurde er Mitglied der KPdSU. Im Juli 1944 wurde er nach 100 Kampfeinsätzen im 198. Schlachtfliegerregiment der 233. Schlachtfliegerdivision der 4. Luftarmee der 2. Weißrussischen Front Nadporutschik und Staffel-Kommandeur. Während des gesamten Krieges zerstörte er mit seinen 288 Kampfeinsätzen mit einer Iljuschin Il-2 85 feindliche Flugzeuge auf Flugplätzen, womit er alle sowjetischen Piloten übertraf, und 8 Flugzeuge im Luftkampf.
Nach dem Krieg blieb Jefimow im Dienst der Luftstreitkräfte der Sowjetunion. Im Juli 1946 wurde er zum Studium in der Militärluftfahrtakademie nach Monino geschickt. Nach dem Abschluss 1951 wurde er Regimentskommandeur. Er wurde weiter befördert. Er kam in den Südkaukasus-Militärbezirk, und seine Geschäftsstelle befand sich in Choni.
Ein weiteres Studium an der Höheren Woroschilow-Militärakademie in Moskau schloss Jefimow 1957 ab. Darauf wurde er Kommandeur der 339. Jagdbomberdivision des Baltischen Militärbezirks in Mitau. Im Februar 1958 wechselte er zur Bomberdivision in Insterburg. Im Oktober 1959 wurde er Vizekommandeur der im Aufbau befindlichen 30. Luftarmee im Baltischen Militärbezirk (1961 1. Vizekommandeur). Von Oktober 1964 bis März 1969 kommandierte er die 57. Luftarmee (ab April 14. Luftarmee) im Karpaten-Militärbezirk, deren Stab sich in Lemberg befand. Anschließend wurde er 1. Vizeoberbefehlshaber der Luftstreitkräfte der Sowjetunion. Anfang der 1970er Jahre war er nach Ägypten abkommandiert, um zusammen mit dem Oberbefehlshaber der ägyptischen Luftstreitkräfte Husni Mubarak das Problem der Stärkung der ägyptischen Luftstreitkräfte zu lösen. Am 29. April 1975 wurde Jefimow Marschall der Luftstreitkräfte. Von Dezember 1984 bis Juli 1990 war Jefimow Oberbefehlshaber der Luftstreitkräfte der Sowjetunion (nach Pawel Stepanowitsch Kutachow und vor Jewgeni Iwanowitsch Schaposchnikow) und Vizeverteidigungsminister der UdSSR. Von 1990 bis 1993 war er Vorsitzender der Staatlichen Kommission für Luftraumnutzung und -verkehr. 1993 ging er in den Ruhestand.
Jefimow war Kandidat der Militärwissenschaften (1965), Doktor der Militärwissenschaften, Professor und Vollmitglied der Akademie der Luftfahrtwissenschaften. Während seines Dienstes in den verschiedenen Teilen der UdSSR war er Abgeordneter in diversen Obersten Sowjets.
2006 übernahm Jefimow den Vorsitz des Russischen Veteranenkomitees. Von 2006 bis 2010 war er Mitglied der Gesellschaftlichen Kammer der Russischen Föderation. Er war Vorsitzender oder Vizevorsitzender diverser Regierungskommissionen und auch eines Rats der World Veterans Federation. Er war Mitglied des Obersten Rats der Partei Einiges Russland und unterstützte die Initiative für die Militärparade auf dem Roten Platz zum 65. Jahrestags des Kriegsendes zusammen mit Soldaten der Anti-Hitler-Koalition. 2011 unterschrieb er den Offenen Brief der 55 Vertreter von Wissenschaft und Kultur gegen die Schädigung des Vertrauens in die russische Justiz im Zusammenhang mit dem Yukos-Prozess.
Jefimow hatte drei Söhne und eine Tochter, die alle in der Militärluftfahrt tätig wurden.
Jefimow starb am 31. August 2012 an einem Herzinfarkt, als er vom Tod seines Freundes Marschall Sergei Leonidowitsch Sokolow am selben Tag erfuhr. Jefimow wurde auf dem Nowodewitschi-Friedhof begraben. 2015 wurde sein Grabdenkmal aufgestellt.

## Inländische Ehrungen, Preise
- Rotbannerorden (1943, Feb. 1944, Okt. 1944, 1969, 1973)[2]
- Orden des Vaterländischen Krieges I. Klasse (1943, 1985)
- Alexander-Newski-Orden (1944)
- zweifacher Held der Sowjetunion mit Goldenem Stern (1944, 1945)[2]
- Leninorden (1944, 1967, 1981)
- Orden des Roten Sterns (1956)
- Verdienter Militärflieger der UdSSR (1970)
- Orden „Für den Dienst am Vaterland in den Streitkräften der UdSSR“ (1976)
- Staatspreis der UdSSR (1984)[2]
- Orden der Oktoberrevolution (1988)
- Ehrenbürger der Stadt Millerowo (1994)[2]
- Verdienstorden für das Vaterland IV. Klasse (1998), III. Klasse (2003)[5], II. Klasse (2008)
- Tapferkeitsorden (Russland) (2000)
- Medaillen, u. a. die Medaille „Für die Einnahme Königsbergs“

Eine Jefimow-Büste wurde 1951 in Millerowo aufgestellt. Auch in Kantemirowka steht eine Büste.

## Ausländische Ehrungen
- Komtur des Verdienstordens der Republik Polen
- Orden Polonia Restituta V. Klasse
- Orden Krzyża Grunwaldu (Polen)
- Krzyż Walecznych zweifach (Polen)
- Orden „9. September 1944“ (Bulgarien)
- Orden „Volksrepublik Bulgarien“
- Rotbannerorden (Mongolische Volksrepublik)
- Medaille des Sieges und der Freiheit 1945 (Polen)
- Medaillen zum 30., 40. und 50. Jahrestag des Cahlchyn-Gol-Siegs 1939 (Mongolische Volksrepublik)
- Medaille der Waffenbrüderschaft in Gold (DDR, 1980)